# Nazionale maschile di calcio del Venezuela
La nazionale di calcio del Venezuela (in spagnolo Selección de fútbol de Venezuela) è la compagine calcistica rappresentante il Venezuela. Posta sotto l'egida della Federación Venezolana de Fútbol, è soprannominata la Vinotinto, per il colore rosso vinato delle divise da gioco.
La nazionale venezuelana gioca abitualmente le proprie gare interne allo stadio polisportivo de Pueblo Nuevo di San Cristóbal, noto in Venezuela come el Templo Sagrado del Fútbol Venezolano ("il tempio sacro del calcio venezuelano").
Per anni considerata la più debole delle dieci nazionali affiliate alla CONMEBOL, la Vinotinto, come viene soprannominata per via del colore borgogna delle maglie, è l'unica tra le nazionali sudamericane a non essere mai riuscita a qualificarsi al campionato mondiale di calcio e, insieme all'Ecuador, è la sola a non aver vinto neppure una volta la Coppa America. Tale mancanza di risultati si lega soprattutto al fatto che in Venezuela, caso praticamente unico in America del Sud, lo sport più popolare non è il calcio, ma il baseball (in quest'ultimo sport, la nazionale venezuelana è una delle più titolate del mondo, avendo vinto ben 3 volte il titolo mondiale, oltre ad una medaglia d'oro ai Giochi Panamericani nel 1959).
A tale deficit di popolarità si è cercato di rimediare assegnando al Venezuela, ultima nazione CONMEBOL secondo la rotazione alfabetica, l'organizzazione della Copa América 2007. La Vinotinto, in quella occasione, riuscì a superare il primo turno, e concluse il torneo con l'eliminazione ai quarti di finale, mai raggiunti in passato dai venezuelani. Il salto di qualità è stato suggellato nella successiva edizione disputata nel 2011 in Argentina, ove il Venezuela è giunto al quarto posto, dopo aver perso ai rigori la semifinale contro il Paraguay. I grandi progressi del calcio venezuelano compiuti all'inizio del ventunesimo secolo sono testimoniati dai buoni giocatori affermatisi nei palcoscenici europei, in particolare Juan Arango e Giancarlo Maldonado, ex attaccante degli spagnoli dello Xerez e dal secondo posto ottenuto al Mondiale Under 20 del 2017, con la finale persa 1-0 contro l'Inghilterra.
Gli sforzi del Venezuela per incrementare ulteriormente i propri progressi calcistici sono economicamente sostenuti dagli sponsor della Vinotinto, il locale colosso alimentare "Empresas Polar" e la compagnia telefonica "CANTV". Pur in misura minore, anche il governo ha fornito notevoli contributi a livello di strutture sportive, realizzando gli avveniristici impianti sedi delle gare della Copa América 2007.
Nel ranking FIFA il miglior posizionamento del Venezuela è il 25º posto, raggiunto il 28 novembre 2019, mentre il peggiore posizionamento è 129º posto occupato nel 1998. Attualmente occupa il 37º posto della graduatoria.

## Storia
La nazionale venezuelana è costituita sul finire degli anni trenta del XX secolo. Il primo match è disputato il 12 febbraio 1938 a Panama contro la nazionale di casa, che si impone sui vinotintos per 3-1.
Il Venezuela resterà ai margini del calcio internazionale per diverso tempo. Solo sul finire degli anni sessanta la Vinotinto esordisce sia nelle qualificazioni ai mondiali di calcio che in Coppa America.
La nazionale venezuelana si presenta per la prima volta alle qualificazioni ai mondiali in vista del torneo iridato di Inghilterra 1966. Inserita nel gruppo 10, sfida Uruguay e Perù, ma perde 4 partite su 4, realizzando solo 4 reti contro ben 15 subite.
La nazionale venezuelana esordisce nel torneo continentale sudamericano, la Coppa America, in occasione dell'edizione del 1967, disputata in Uruguay. Sei sono le squadre al via e il Venezuela si classifica quinto, grazie al successo ottenuto il 28 gennaio allo Stadio Centenario di Montevideo contro la Bolivia (3-0, frutto dei gol di Scovino, Santana e Ravelo).
La Vinotinto ottiene il suo primo punto nelle qualificazioni ai mondiali il 2 agosto 1969, bloccando a Caracas la Colombia sull'1-1. Sarà anche l'unico risultato utile conseguito nel cammino verso il mondiale di Messico 1970.
Dopo essersi ritirata dalle qualificazioni al mondiale di Germania Ovest 1974, nella Coppa America 1975 (disputata senza sede fissa nel 1975) la Vinotinto esce al primo turno, battuta nettamente dai squadre di rilievo quali Argentina e Brasile.
Il Venezuela torna a calcare la scena iridata nel 1977, in vista del mondiale in programma in Argentina per l'anno successivo. Anche stavolta il risultato è mediocre, con un solo punto, conquistato in casa contro l'Uruguay. Nei decenni a venire il Venezuela avrebbe raccolto scarsi risultati in Coppa America. Al primo turno dell'edizione del 1979 costringe sul pari Cile (futuro finalista) e Colombia.
Nel cammino verso Spagna 1982 giunge finalmente la prima vittoria: il 15 marzo 1981 il Venezuela batte a Caracas la Bolivia per 1-0. Perde invece tutte le altre 3 partite in programma, terminando ultima nel proprio girone per la peggiore differenza reti rispetto alla Bolivia (comunque eliminata).
Dopo le mediocri partecipazioni alle eliminatorie per Messico 1986 (1 punto in 6 gare) e Italia 1990 (4 sconfitte in 4 gare), nell'edizione del 1993 della Coppa America si registra un primo sussulto della nazionale venezuelana. Dopo un esordio pessimo contro l'Ecuador padrone di casa (che si impone 6-1), il Venezuela si riscatta parzialmente nelle gare successive: ispirato dai gol di José Luis Dolgetta, pareggia per 2-2 contro il ben più quotato Uruguay (dopo essere stato 2 volte in vantaggio) e rimonta 2 gol agli Stati Uniti, bloccandoli sul 3-3. I due pareggi valgono ai venezuelani il terzo posto nel girone e l'eliminazione al primo turno unicamente per la peggior differenza reti nei confronti del Messico. La Vinotinto si consola comunque con Dolgetta, capocannoniere del torneo con 4 reti.
Durante il cammino verso il mondiale USA 1994 ottiene un altro successo, grazie alla vittoria per 2-1 sull'Ecuador conquistata a Ciudad Guayana il 12 settembre 1993.
Disastroso sarà invece il risultato delle qualificazioni al mondiale di Francia 1998, durante le quali il Venezuela coglie 3 pareggi e ben 15 sconfitte, nel girone unico sudamericano introdotto in quell'occasione della FIFA. Tuttavia si verifica un fatto curioso nel match disputato il 9 ottobre a San Cristóbal contro l'Argentina, quando il portiere venezuelano Rafael Dudamel realizza un goal direttamente su calcio di punizione.
Il cambio di secolo volta pagina e il Venezuela ottiene risultati nettamente migliori. Nelle prime tredici giornate delle qualificazioni al campionato del mondo di Giappone e Corea del Sud 2002 ottiene soltanto 4 punti ma, dopo la pausa per la Copa América del 2001 (peraltro conclusa con 3 sconfitte in 3 gare) vince ben 4 partite consecutive, conquistando il soddisfacente bottino di 16 punti in classifica. Ma in particolare, per la prima volta nella sua storia, il Venezuela non si classifica all'ultimo posto del proprio girone, giungendo invece nono e penultimo con un vantaggio di 4 punti sul Cile.
Dalla metà degli anni novanta mediocri tornano ad essere, però, le partecipazioni del Venezuela alle edizioni della Coppa America dal 1995 al 2001, dove viene sempre battuto. Anche nel 2004 in Perù la Vinotinto viene eliminata al primo turno, pur cogliendo un punto nell'ultima partita contro la Bolivia.
Meglio va, invece, il cammino verso il mondiale di Germania 2006: la Vinotinto si piazza in quest'occasione addirittura all'ottavo e terzultimo posto del girone eliminatorio CONMEBOL con 18 punti, frutto di 5 vittorie e 3 pareggi su 18 gare disputate, tra cui il Centenariazo contro l'Uruguay.

### Era Richard Páez
La grande occasione di rivincita giunge finalmente nel 2007, in occasione dell'edizione casalinga. Allenato da Richard Páez, il Venezuela si affida soprattutto alle giocate di Arango, Maldonado e Ricardo David Páez (figlio del commissario tecnico) per affrontare il girone A contro Bolivia, Perù e Uruguay. Dopo il pareggio per 2-2 all'esordio contro la Bolivia, il Venezuela coglie una brillante vittoria il 30 giugno: contro il lanciatissimo Perù (che aveva inflitto nella prima giornata un clamoroso 3-0 all'Uruguay) di Claudio Pizarro, Chicero e Arismendi segnano i goal che valgono il 2-0 finale. Il pareggio tre giorni dopo contro l'Uruguay (0-0) vale alla Vinotinto la vittoria del girone e lo storico passaggio ai quarti di finale. Qui, però, l'avventura venezuelana termina: di fronte ai padroni di casa si ripresenta infatti l'Uruguay, che nel frattempo ha ritrovato il proprio uomo-chiave Diego Forlán. Al 38' è proprio la punta dell'Atlético Madrid a portare in vantaggio la Celeste. Il Venezuela riesce a pareggiare 3 minuti dopo con Arango, ma nella ripresa crolla sotto i colpi dell'Uruguay. Alla fine è sconfitta per 1-4, ma lo stadio di San Cristóbal può comunque applaudire l'ottimo traguardo raggiunto dalla vinotinto.

### Era César Farías
Nel cammino verso la Coppa del mondo di Sudafrica 2010, i vinotintos per la prima volta raccolgono più risultati utili (6 vittorie e 4 pareggi) che sconfitte (8), per un totale di 22 punti (4 in più rispetto alla precedente prestazione), confermandosi all'ottavo posto in classifica, a soli 2 punti dall'Uruguay qualificatosi allo spareggio intercontinentale contro la Costa Rica.
I progressi sono confermati nella Coppa America del 2011 in Argentina: in questa occasione il Venezuela, stavolta allenato dal giovane César Farías, oltre a imporre il pari al blasonato Brasile e a passare il turno come seconda del girone, conquista una storica semifinale battendo il Cile 2-1. In seguito si arrende prima al Paraguay (5-3 ai rigori) e poi al Perù (4-1) conquistando il quarto posto, miglior risultato nella storia della competizione per la Vinotinto.

### Era Noel Sanvicente
Durante le qualificazioni al mondiale di Brasile 2014, il Venezuela, per la prima volta nella sua storia, sconfigge l'Argentina (per 1-0 in casa). Pur non riuscendo neanche in questa edizione a qualificarsi, la squadra termina il girone in sesta e quartultima posizione, riuscendo per la prima volta a precedere in classifica tre squadre, anche se questa volta i punti di distacco dal quinto posto valevole per il play-off sono cinque. I punti totalizzati sono venti, frutto di cinque vittorie e altrettanti pareggi, con un leggero incremento della propria media punti a partita rispetto alla precedente edizione (nella quale, tuttavia, il Venezuela aveva affrontato anche il Brasile, qualificato d'ufficio alla fase finale nella successiva edizione, con cui aveva perso).
Sotto la guida di Noel Sanvicente, nell'edizione 2015 della Coppa America, in Cile, il Venezuela esce al primo turno, dopo una vittoria per 1-0 contro la Colombia e due sconfitte contro Perù e Brasile.

### Era Rafael Dudamel
Avendo il Venezuela guadagnato un solo punto dopo le prime sei partite di qualificazione al campionato del mondo 2018, nel marzo 2016 Noel Sanvicente si dimette e al suo posto la federazione nomina CT l'ex portiere Rafael Dudamel. Nell'edizione del Centenario della Coppa America, a sedici squadre, la Vinotinto di Dudamel approda ai quarti, dopo due vittorie contro Giamaica e soprattutto Uruguay, per poi essere eliminata (4-1) dall'Argentina. La squadra chiuderà il girone di qualificazione al mondiale all'ultimo posto dopo vent'anni.
La Vinotinto si riscatta parzialmente nella Coppa America 2019, dove raggiunge i quarti di finale ed è sconfitta per 2-0 nuovamente dall'Argentina. 

### Anni 2020
Terminata la gestione di Dudamel, nel febbraio 2020 la nazionale viene affidata a José Peseiro, rimasto in carica per meno di un anno. Decisamente negativo è il percorso del Venezuela nella Coppa America 2021, dove i venezuelani si piazzano al quinto e ultimo posto nel proprio girone e mancano così il quarto posto, utile per la qualificazione ai quarti di finale, avendo ottenuto 2 pareggi e subito 2 sconfitte in 4 partite. Ancora peggio vanno le qualificazioni al campionato del mondo 2022: i venezuelani, passati da Leo González, alla guida della squadra per otto partite, al CT argentino José Pekerman, ingaggiato nel novembre 2021, rimediano quattordici sconfitte in diciotto partite giocate, piazzandosi all'ultimo posto nel girone. Terminata dopo quindici mesi la gestione di Pekerman, nel marzo 2023 la panchina viene affidata al suo assistente, il connazionale Fernando Batista. Reduce da un buon avvio nelle qualificazioni al campionato del mondo 2026, nel 2024 il Venezuela superò per la prima volta a punteggio pieno il girone di Coppa America e per la prima volta vinse più di due partite durante la competizione continentale. L'eliminazione ai quarti di finale contro il Canada avvenne ai tiri di rigore, con la Vinotinto che rimase dunque imbattuta nel torneo e, rispetto al mese precedente, riuscì a guadagnare ben 17 posizioni nella classifica mondiale della FIFA del mese di luglio, portandosi al 37º posto.

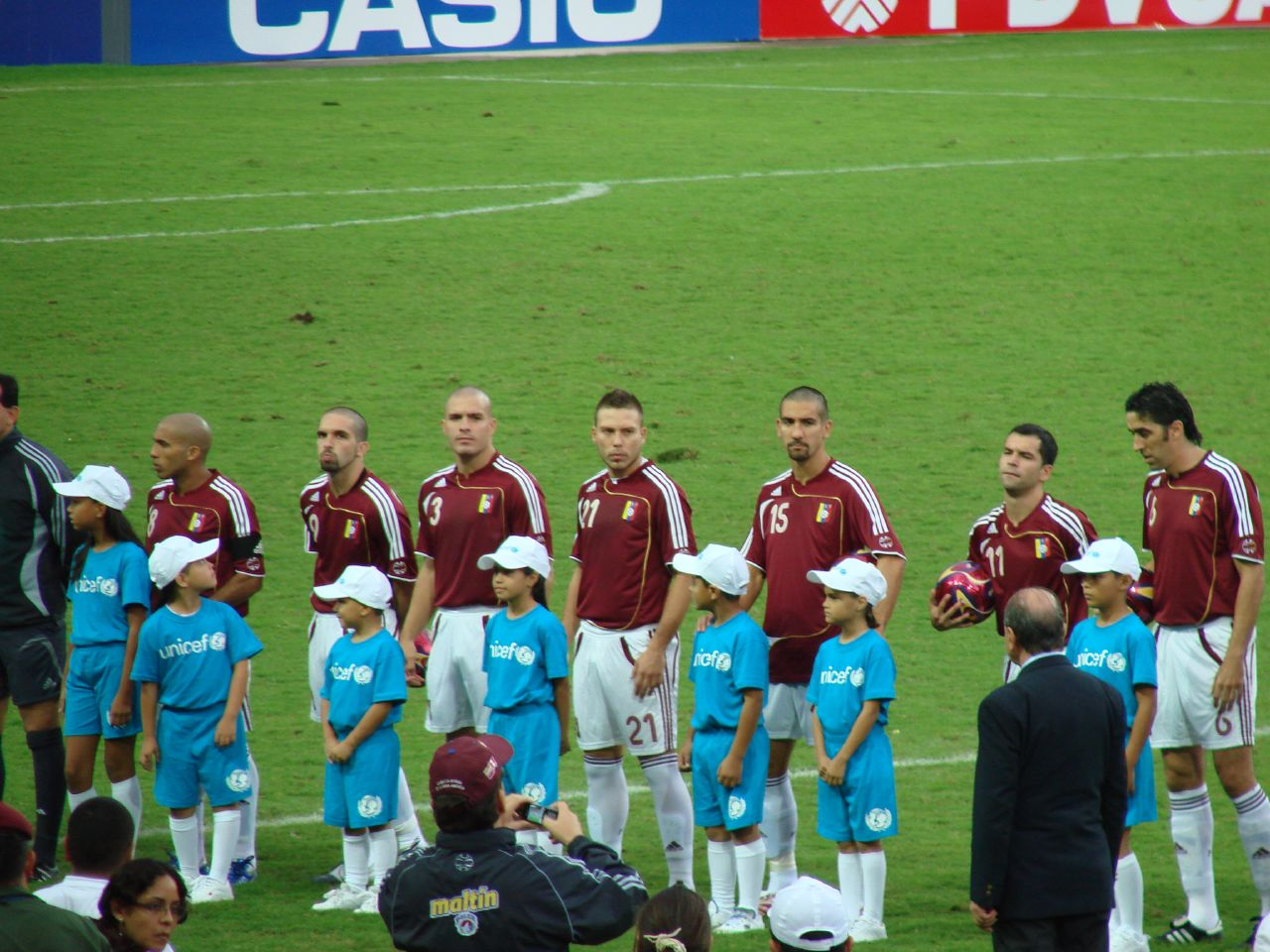
I calciatori venezuelani schierati a centrocampo prima del match di Copa América 2007 contro il Perù (vinto 2-0 dai vinotintos). Si riconoscono da sinistra a destra Vera, Maldonado, Rey, Rouga, De Ornelas, Páez e Cichero

## Torneo olimpico di calcio
Dopo che nel 1960 in Sudamerica era stato istituito il Torneo Pre-Olimpico CONMEBOL, il Venezuela prende parte per la prima volta alle qualificazioni al torneo olimpico di calcio solo in vista delle Olimpiadi di Città del Messico 1968. Le eliminatorie sudamericane si disputano in Colombia, ma l'esperienza della Vinotinto è da dimenticare: inserita nel girone con Brasile, Paraguay e Cile, perde tutte e 3 le partite, senza neppure segnare un goal.
Analogo risultato ottiene nel "Pre-Olímpico" per Monaco di Baviera 1972, mentre in quello per Montréal 1976 il Venezuela neppure partecipa.
Diversamente vanno le cose in vista di Mosca 1980: nel girone a 7 contro Argentina, Bolivia, Brasile, Colombia, Cile e Perù, il Venezuela strappa 2 vittorie (contro Colombia e Bolivia) e un pareggio (contro il Cile) e si piazza al quarto posto con 5 punti in classifica. Sarebbe eliminazione (poiché il Sudamerica ha diritto a 2 soli posti), ma l'Argentina, vincitrice del "Pre-Olímpico", aderisce al boicottaggio indetto da 65 nazioni in protesta contro l'URSS per l'invasione dell'Afghanistan avviata sul finire del 1979. In sostituzione della nazionale albiceleste viene ripescata proprio la Vinotinto, che parte così inaspettatamente per Mosca per il suo primo torneo intercontinentale. Inserito nel gruppo A del torneo olimpico di calcio contro Unione Sovietica, Cuba e Zambia, perde contro le prime due, ma batte 2-1 gli africani. Il successo vale il terzo posto in classifica, con 2 punti, ma non basta ad accedere ai quarti.
I risultati della Vinotinto al Pre-Olímpico in vista delle successive olimpiadi saranno mediocri. Quasi sempre usciti sconfitti in ogni partita, i giocatori del Venezuela hanno un sussulto in vista di Atlanta 1996, nel Pre-Olímpico in programma in Argentina. Al primo turno, contrapposti ai padroni di casa, nonché al Cile, alla Colombia e all'Ecuador, cedono solo ai biancocelesti, vincendo contro Colombia ed Ecuador e pareggiando col Cile. Alla fine è secondo posto e passaggio al girone finale. Qui, tuttavia, le avversarie sono di ben altra caratura: Argentina, Brasile e Uruguay spazzano via il Venezuela, che chiude a 0 punti con 3 sconfitte in altrettante partite.
Neanche in vista delle successive tre olimpiadi il Venezuela riesce a qualificarsi, piazzandosi sempre in fondo alla classifica del proprio raggruppamento al Pre-Olímpico.

## Commissari tecnici
- Vittorio Godigna (1938)
- Sixto Soler (1944-1946)
- Álvaro Cartea (1947-1948)
- Orlando Fantoni (1951)
- Miguel Ángel Gleria (1951)
- Orlando Fantoni (1955-1959)
- Rafael Franco (1961-1967)
- Gregorio Gómez (1967-1972)
- José Julián Hernández (1979)
- Dan Georgiadis (1975-1977)
- Walter Roque (1978-1985)
- Rafael Santana (1987-1988)
- Carlos Horacio Moreno (1989)
- Víctor Pignanelli (1990-1992)
- Ratomir Dujković (1992-1995)
- Rafael Santana (1996)
- Eduardo Borrero (1997-1998)
- José Omar Pastoriza (1998-2000)
- Richard Páez (2001-2007)
- César Farías (2007-2013)
- Manuel Plasencia (2014) ad interim
- Noel Sanvicente (2014-2016)
- Rafael Dudamel (2016-2020)
- José Peseiro (2020-2021)
- Leonardo González (2021) ad interim
- José Pekerman (2021-2023)
- Fernando Batista 2023-

## Evoluzione delle divise
Fino al 1981 la selezione venezuelana non ha avuto un fornitore tecnico a carattere stabile: il primo contratto venne firmato con Adidas ed ebbe una durata decennale, terminando nel 1991. La marca tedesca ha poi nuovamente vestito la Vinotinto dal 2005 al 2018 e ancora dal 2024, per un totale di oltre 23 anni di rapporto.
La nazionale ha inoltre vestito maglie prodotte dalla ditta venezuelana Forte (1993-1996), dalla peruviana Polmer (1996-1997), dalle messicane Aba Sport e Atletica (1998-1999, 2000-2005) e dall'italiana Givova (2019-2023).
| 1938 | 1948 | 1967 | 1970 | 1977 | 1979 | 1981 | 1993 | 1994–95 |

| 1996 | 1997 | 1998 | 1999 | 2000–01 | 2001–04 | 2005 | 2006–07 |

| 2010 | 2011 | 2011–13 | 2014–15 | 2015–17 |  | 2018 |  | 2019 |  | 2021- |

### Cronologia degli sponsor tecnici
Fonte
| Periodo   | Fornitore |
| --------- | --------- |
| 1981–1991 | Adidas    |
| 1993–1996 | Forte     |
| 1996–1997 | Polmer    |
| 1998–1999 | Aba Sport |
| 2000–2005 | Atlética  |
| 2005–2018 | Adidas    |
| 2019–2023 | Givova    |
| 2024      | Adidas    |

## Tutte le rose

### Campeonato Sudamericano de Football/Copa América
Campeonato Sudamericano 1967P Arocha, P Colmenares, P Fasano, D Ellie, D Motta, D Ruiz, D Vidal, D Zarzalejo, C Gala, C G. González, C O. González, C P. González, C Mendoza, C Naranjo, C Tortolero, A Ravelo, A Santana, A Scovino, CT: Franco
Copa América 1975P Arizaleta, P Colmenares, P Vega, D Castro, D Marquina, D Ochoa, D Torres, D Vázquez, C González, C Mendoza, C Páez, C Useche, A Acurzio, A Flores, A García, A Iriarte, A Rivas, A Torres, CT: Hernández
Copa América 1979P Arizaleta, P Semidey, P Vega, D Acosta, D Aguirre, D Campos, D Castellanos, D Castro, D Contreras, D Vidal, C Añor, C Araque, C Cadenas, C Mendoza, C Páez, C Sánchez, A Carvajal, A Castillo, A Febles, A Hernández, A Peña, A Santana, CT: Roque
Copa América 1983P Baena, P Nikolac, P Vega, D Acosta, D J. Barboza, D Betancourt, D Castellanos, D Ellie, D Ramos, D O. Torres, D R. Torres, C B. Barboza, C Carrero, C Cedeño, C Milillo, C Pérez, C Rodríguez, C Sánchez, C Simonelli, C Rizzi, A Carvajal, A Febles, A Fernández, A Gamboa, A Urdaneta, CT: Roque
Copa América 19871 Baena, 2 Torres, 3 Quintero, 4 Acosta, 5 Rivas, 6 Nieto, 7 Rizzi, 8 Carrero, 9 Márquez, 10 Maldonado, 11 Arreaza, 12 Nikolac, 13 Fernández, 14 Isea, 15 Morovic, 16 Mendoza, 17 Ellie, 18 Sánchez, 19 Castillo, 20 Méndez, 21 Ferrebús, 22 Carvajal, CT: Santana
Copa América 19891 Baena, 2 Pacheco, 3 Paz, 4 Acosta, 5 Rojas, 6 Cavallo, 7 Fernández, 8 Jaimes, 9 Márquez, 10 Maldonado, 11 Sanvicente, 12 Gómez, 13 Torres, 14 Febles, 15 Camacaro, 16 Añor, 17 Domínguez, 18 H. Rivas, 19 S. Rivas, 20 Samuel, CT: Moreno
Copa América 19911 Dudamel, 2 Marcano, 3 Pacheco, 4 Jiménez, 5 Cavallo, 6 Flores, 7 Fernández, 8 Jaimes, 9 Bottini, 10 Maldonado, 11 Rivas, 12 Fasciana, 13 Bencomo, 14 Paz, 15 Echenausi, 16 Babio, 17 Yantis, 18 Gallardo, 19 Rodallega, 20 Castro, 21 Becerra, 22 Gómez, CT: Pignanelli
Copa América 19931 Gómez, 2 C. García, 3 Echenausi, 4 Mathías, 5 Hernández, 6 Lupi, 7 González, 8 Palencia, 9 Dolgetta, 10 Chacón, 11 Contreras, 12 Golindano, 13 Filosa, 14 Cordero, 15 Milillo, 16 Echenique, 17 Rodríguez, 18 J. García, 19 Rivas, 20 Castellanos, 22 Dudamel, CT: Dujković
Copa América 19951 Dudamel, 2 H. Rivas, 3 Martínez, 4 Mathías, 5 Hernández, 6 Tortolero, 7 L. González, 8 Díaz, 9 Dolgetta, 10 Miranda, 11 J. García, 12 Golindano, 13 Filosa, 14 W. González, 15 Hezzel, 16 Guerra, 17 Rodríguez, 18 Valbuena, 19 C. García, 20 Chacón, 21 S. Rivas, 22 Angelucci, CT: Santana
Copa América 19971 Dudamel, 2 McIntosh, 3 Echenique, 4 Rey, 5 Vallenilla, 6 L. González, 7 Socorro, 8 Díaz, 9 Castellín, 10 Miranda, 11 Urdaneta, 12 Baena, 13 Rodríguez, 14 W. González, 15 Valiente, 16 Palencia, 17 Martínez, 18 Páez, 19 Ramos, 20 Rodallega, 21 Medina, 22 Espinoza, CT: Borrero
Copa América 19991 Vega, 2 Álvarez, 3 Rojas, 4 McIntosh, 5 Bidoglio, 6 Rey, 7 Noriega, 8 Tortolero, 9 García, 10 Urdaneta, 11 Hernández, 12 Sanhouse, 13 Rondón, 14 Jiménez, 15 Mea Vitali, 16 Duno, 17 Echenausi, 18 Chacón, 19 Arango, 20 Cásseres, 21 Vera, 22 Morán, CT: Pastoriza
Copa América 20011 Dudamel, 2 Vallenilla, 3 Rey, 4 Alvarado, 5 M. Mea Vitali, 6 Martínez, 7 Noriega, 8 Vera, 9 Rondón, 10 Urdaneta, 11 Ricardo Páez, 12 Sanhouse, 13 Vielma, 14 Jiménez, 15 Pérez, 16 Cásseres, 17 Rojas, 18 Arango, 19 R. Mea Vitali, 20 González, 22 Vega, CT: Richard Páez
Copa América 20041 Angelucci, 2 Vallenilla, 3 Rey, 4 Hernández, 5 Mea Vitali, 6 A. Cichero, 7 Noriega, 8 Cásseres, 9 Rondón, 10 Margiotta, 11 Páez, 12 Sanhouse, 13 Vielma, 14 Jiménez, 15 Moreno, 16 Morán, 17 Rojas, 18 Arango, 19 A. González, 20 H. González, 21 Rouga, 22 Depablos, CT: Páez
Copa América 20071 Vega, 2 Vallenilla, 3 Rey, 4 Vizcarrondo, 5 Mea Vitali, 6 Cichero, 7 Torrealba, 8 Vera, 9 Maldonado, 10 González, 11 Ricardo Páez, 12 Toyo, 13 Vielma, 14 Guerra, 15 de Ornelas, 16 Pérez, 17 Rojas, 18 Arango, 19 Arismendi, 20 González, 21 Rouga, 22 Fernández, CT: Páez
Copa América 20111 Vega, 2 Granados, 3 Rey, 4 Vizcarrondo, 5 Di Giorgi, 6 Cichero, 7 Miku, 8 Rincón, 9 Maldonado, 10 Orozco, 11 C. González, 12 Morales, 13 Seijas, 14 Lucena, 15 Moreno, 16 Rosales, 17 Arismendi, 18 Arango, 19 Meza, 20 Perozo, 21 A. González, 22 Dani, 23 Rondón, CT: Farías
Copa América 20151 Baroja, 2 Ángel, 3 Túñez, 4 Vizcarrondo, 5 Amorebieta, 6 Cichero, 7 Miku, 8 Rincón, 9 Rondón, 10 Vargas, 11 González, 12 Hernández, 13 Seijas, 14 Lucena, 15 Guerra, 16 Rosales, 17 Martínez, 18 Arango, 19 Acosta, 20 Perozo, 21 Rivas, 22 Murillo, 23 Faríñez, CT: Sanvicente
Copa América Centenario1 Contreras, 2 Ángel, 3 Villanueva, 4 Vizcarrondo, 5 Figuera, 6 Velázquez, 7 Del Valle, 8 Rincón, 9 Rondón, 10 Otero, 11 Juanpi, 12 Hernández, 13 Seijas, 14 Suárez, 15 Guerra, 16 Rosales, 17 Martínez, 18 Peñaranda, 19 Santos, 20 Feltscher, 21 González, 22 Herrera, 23 Faríñez, CT: Dudamel
Copa América 20191 Faríñez, 2 Villanueva, 3 Osorio, 4 Chancellor, 5 Moreno, 6 Herrera, 7 Machís, 8 Rincón, 9 Aristeguieta, 10 Savarino, 11 Juanpi, 12 Graterol, 13 Seijas, 14 Mago, 15 Murillo, 16 Rosales, 17 Martínez, 18 Soteldo, 19 Figuera, 20 Hernández, 21 Feltscher, 22 Romo, 23 Rondón, CT: Dudamel
Copa América 20211 Faríñez, 2 Ferraresi, 3 Villanueva, 4 Chancellor/Velázquez, 5 Moreno, 6 Herrera, 7 Savarino, 8 La Mantía, 9 Aristeguieta, 10 Soteldo, 11 Córdova, 12 Graterol, 13 José Martínez, 14 Mago, 15 Murillo/Hurtado, 16 Rosales, 17 Josef Martínez, 18 Otero, 19 Cádiz, 20 Hernández, 21 González, 22 Romero, 23 Cásseres Jr., 24 Manzano, 25 Celis, 26 Castillo, 27 Cumana, 28 A. Martínez, CT: Peseiro
Copa América 20241 Graterol, 2 Ferraresi, 3 Osorio, 4 Aramburu, 5 Chancellor, 6 Herrera, 7 Savarino, 8 Rincón, 9 Cádiz, 10 Soteldo, 11 Machís, 12 Contreras, 13 Martínez, 14 Makoun, 15 Navarro, 16 Segovia, 17 Lacava, 18 Cásseres Jr., 19 Ramírez, 20 Ángel, 21 González, 22 Romo, 23 Rondón, 24 Andrade, 25 Bello, 26 Pereira, CT: Batista

### Giochi olimpici
NOTA: per le informazioni sulle rose successive al 1948 visionare la pagina della Nazionale olimpica.

## Rosa attuale
Lista dei giocatori convocati per le gare di qualificazione al campionato mondiale di calcio 2026 del 14 e 20 novembre 2024.
Presenze e reti aggiornate al termine della seconda sfida.
|  | P | Wuilker Fariñez       | 15 febbraio 1998  | 40  | -48 | Caracas              |  |  |
|  | P | Rafael Romo           | 25 febbraio 1990  | 31  | -31 | Universidad Católica |  |  |
|  | P | Alain Baroja          | 23 ottobre 1989   | 15  | -24 | Always Ready         |  |  |
|  |   |                       |                   |     |     |                      |  |  |
|  | D | Alexander González    | 13 novembre 1992  | 70  | 2   | Caracas              |  |  |
|  | D | Wilker Ángel          | 18 marzo 1993     | 41  | 2   | Criciúma             |  |  |
|  | D | Nahuel Ferraresi      | 19 novembre 1998  | 33  | 1   | San Paolo            |  |  |
|  | D | Miguel Navarro        | 26 febbraio 1999  | 19  | 0   | Talleres (C)         |  |  |
|  | D | Jon Aramburu          | 23 luglio 2002    | 12  | 1   | Real Sociedad        |  |  |
|  | D | Christian Makoun      | 5 marzo 2000      | 12  | 0   | Levski Sofia         |  |  |
|  | D | Rubén Ramírez         | 18 ottobre 1995   | 3   | 1   | Cusco                |  |  |
|  | D | Carlos Vivas          | 4 aprile 2002     | 1   | 0   | Deportivo Táchira    |  |  |
|  | D | Renne Rivas           | 21 marzo 2003     | 0   | 0   | Al-Taawoun           |  |  |
|  | D | Bianneider Tamayo     | 13 gennaio 2005   | 0   | 0   | Universidad de Chile |  |  |
|  |   |                       |                   |     |     |                      |  |  |
|  | C | Tomás Rincón          | 13 gennaio 1988   | 139 | 1   | Santos               |  |  |
|  | C | Yeferson Soteldo      | 30 giugno 1997    | 47  | 4   | Grêmio               |  |  |
|  | C | Jefferson Savarino    | 11 novembre 1996  | 46  | 4   | Botafogo             |  |  |
|  | C | Yangel Herrera        | 7 gennaio 1998    | 41  | 3   | Girona               |  |  |
|  | C | José Andrés Martínez  | 7 settembre 1994  | 37  | 0   | Corinthians          |  |  |
|  | C | Cristian Cásseres Jr. | 20 gennaio 2000   | 34  | 0   | Tolosa               |  |  |
|  | C | Eduard Bello          | 20 agosto 1995    | 21  | 4   | Barcelona SC         |  |  |
|  | C | Telasco Segovia       | 2 aprile 2003     | 8   | 1   | Casa Pia             |  |  |
|  | C | Leenhan Romero        | 1º novembre 2006  | 0   | 0   | Universidad Católica |  |  |
|  | C | Bryant Ortega         | 28 febbraio 2003  | 0   | 0   | Al-Ittihad           |  |  |
|  | C | Maurice Cova          | 11 agosto 1992    | 0   | 0   | Deportivo Táchira    |  |  |
|  |   |                       |                   |     |     |                      |  |  |
|  | A | Salomón Rondón        | 16 settembre 1989 | 114 | 45  | Pachuca              |  |  |
|  | A | Darwin Machís         | 7 febbraio 1993   | 51  | 11  | Real Valladolid      |  |  |
|  | A | Jhon Murillo          | 21 novembre 1995  | 46  | 3   | Atlas                |  |  |
|  | A | Jhonder Cádiz         | 29 luglio 1995    | 15  | 1   | Famalicão            |  |  |
|  | A | Eric Ramírez          | 20 novembre 1998  | 11  | 2   | Tigre                |  |  |
|  | C | Kervin Andrade        | 13 aprile 2005    | 3   | 0   | Fortaleza            |  |  |

## Record individuali
Record aggiornati all'11 giugno 2025.
- In grassetto i giocatori ancora attivi in nazionale.

### Record di presenze
| Pos. | Nome                | Presenze | Reti | Periodo   |
| ---- | ------------------- | -------- | ---- | --------- |
| 1    | Tomás Rincón        | 142      | 1    | 2008-     |
| 2    | Juan Arango         | 129      | 23   | 1999-2015 |
| 3    | Salomón Rondón      | 118      | 47   | 2008-     |
| 4    | José Manuel Rey     | 115      | 11   | 1997-2011 |
| 5    | Roberto Rosales     | 96       | 1    | 2007-     |
| 6    | Jorge Alberto Rojas | 91       | 3    | 1999-2009 |
| 7    | Miguel Mea Vitali   | 87       | 1    | 1999-2012 |
| 8    | Oswaldo Vizcarrondo | 80       | 7    | 2004-2016 |
| 9    | Luis Vallenilla     | 77       | 1    | 1996-2007 |
| 9    | Gabriel Urdaneta    | 74       | 9    | 1996-2005 |

### Record di reti
| Pos. | Nome                | Reti | Presenze | Periodo   |
| ---- | ------------------- | ---- | -------- | --------- |
| 1    | Salomón Rondón      | 47   | 118      | 2008-     |
| 2    | Juan Arango         | 23   | 129      | 1999-2015 |
| 3    | Giancarlo Maldonado | 22   | 65       | 2003-2011 |
| 4    | Josef Martínez      | 14   | 68       | 2011-     |
| 4    | Ruberth Morán       | 14   | 63       | 1996-2007 |
| 6    | Miku                | 11   | 51       | 2006-2015 |
| 6    | José Manuel Rey     | 11   | 115      | 1997-2011 |
| 6    | Darwin Machís       | 11   | 52       | 2011-     |
| 9    | Daniel Arismendi    | 10   | 31       | 2006-2011 |
| 10   | Gabriel Urdaneta    | 9    | 77       | 1996-2005 |

## Partecipazioni ai tornei internazionali
Legenda: Grassetto: Risultato migliore, Corsivo: Mancate partecipazioni

### Giochi bolivariani
Il Venezuela non partecipò ai Giochi bolivariani colombiani del 1938, gli unici disputati dalle selezioni maggiori delle nazioni partecipanti.

### Giochi centramericani e caraibici
La Vinotinto ha inoltre ottenuto un quinto ed un sesto posto ai Giochi centramericani e caraibici, disputati dal 1930 al 1946 dalle selezioni maggiori delle nazioni partecipanti.

## Statistiche dettagliate sui tornei internazionali
In grassetto i risultati migliori.

In corsivo le edizioni a cui il Venezuela non ha partecipato.

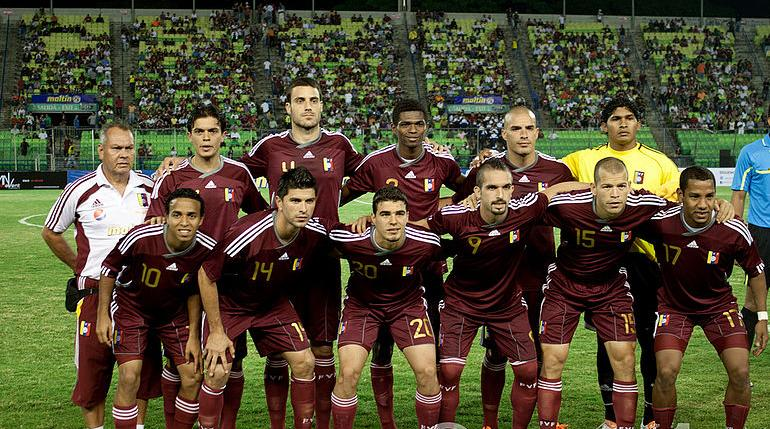
L'undici del Venezuela nel 2011

### Mondiali
| Anno | Luogo                    | Piazzamento                         | V | N | P | Gol |
| ---- | ------------------------ | ----------------------------------- | - | - | - | --- |
| 1938 | Francia                  | Non partecipante                    | - | - | - | -   |
| 1950 | Brasile                  | Non partecipante                    | - | - | - | -   |
| 1954 | Svizzera                 | Non partecipante                    | - | - | - | -   |
| 1958 | Svezia                   | Ritirata prima delle qualificazioni | - | - | - | -   |
| 1962 | Cile                     | Non partecipante                    | - | - | - | -   |
| 1966 | Inghilterra              | Non qualificata                     | - | - | - | -   |
| 1970 | Messico                  | Non qualificata                     | - | - | - | -   |
| 1974 | Germania Ovest           | Ritirata durante le qualificazioni  | - | - | - | -   |
| 1978 | Argentina                | Non qualificata                     | - | - | - | -   |
| 1982 | Spagna                   | Non qualificata                     | - | - | - | -   |
| 1986 | Messico                  | Non qualificata                     | - | - | - | -   |
| 1990 | Italia                   | Non qualificata                     | - | - | - | -   |
| 1994 | Stati Uniti              | Non qualificata                     | - | - | - | -   |
| 1998 | Francia                  | Non qualificata                     | - | - | - | -   |
| 2002 | Giappone / Corea del Sud | Non qualificata                     | - | - | - | -   |
| 2006 | Germania                 | Non qualificata                     | - | - | - | -   |
| 2010 | Sudafrica                | Non qualificata                     | - | - | - | -   |
| 2014 | Brasile                  | Non qualificata                     | - | - | - | -   |
| 2018 | Russia                   | Non qualificata                     | - | - | - | -   |
| 2022 | Qatar                    | Non qualificata                     | - | - | - | -   |

### Copa América
| Anno    | Luogo       | Piazzamento                | V | N | P | Gol  |
| ------- | ----------- | -------------------------- | - | - | - | ---- |
| 1939    | Perù        | Non iscritta alla CONMEBOL | - | - | - | -    |
| 1941    | Cile        | Non iscritta alla CONMEBOL | - | - | - | -    |
| 1942    | Uruguay     | Non iscritta alla CONMEBOL | - | - | - | -    |
| 1945    | Cile        | Non iscritta alla CONMEBOL | - | - | - | -    |
| 1946    | Argentina   | Non iscritta alla CONMEBOL | - | - | - | -    |
| 1947    | Ecuador     | Non iscritta alla CONMEBOL | - | - | - | -    |
| 1949    | Brasile     | Non iscritta alla CONMEBOL | - | - | - | -    |
| 1953    | Perù        | Rinuncia                   | - | - | - | -    |
| 1955    | Cile        | Rinuncia                   | - | - | - | -    |
| 1956    | Uruguay     | Rinuncia                   | - | - | - | -    |
| 1957    | Perù        | Rinuncia                   | - | - | - | -    |
| 1959 I  | Argentina   | Rinuncia                   | - | - | - | -    |
| 1959 II | Ecuador     | Rinuncia                   | - | - | - | -    |
| 1963    | Bolivia     | Rinuncia                   | - | - | - | -    |
| 1967    | Uruguay     | Quinto posto               | 1 | 0 | 4 | 7:16 |
| 1975    | Itinerante  | Primo turno                | 0 | 0 | 4 | 1:26 |
| 1979    | Itinerante  | Primo turno                | 0 | 2 | 2 | 1:12 |
| 1983    | Itinerante  | Primo turno                | 0 | 1 | 3 | 1:10 |
| 1987    | Argentina   | Primo turno                | 0 | 0 | 2 | 1:8  |
| 1989    | Brasile     | Primo turno                | 0 | 1 | 3 | 4:11 |
| 1991    | Cile        | Primo turno                | 0 | 0 | 4 | 1:15 |
| 1993    | Ecuador     | Primo turno                | 0 | 2 | 1 | 6:11 |
| 1995    | Uruguay     | Primo turno                | 0 | 0 | 3 | 4:10 |
| 1997    | Bolivia     | Primo turno                | 0 | 0 | 3 | 0:5  |
| 1999    | Paraguay    | Primo turno                | 0 | 0 | 3 | 1:13 |
| 2001    | Colombia    | Primo turno                | 0 | 0 | 3 | 0:7  |
| 2004    | Perù        | Primo turno                | 0 | 1 | 2 | 2:5  |
| 2007    | Venezuela   | Quarti di finale           | 1 | 2 | 1 | 5:6  |
| 2011    | Argentina   | Quarto posto               | 2 | 3 | 1 | 7:8  |
| 2015    | Cile        | Primo turno                | 1 | 0 | 2 | 2:3  |
| 2016    | Stati Uniti | Quarti di finale           | 2 | 1 | 1 | 4:5  |
| 2019    | Brasile     | Quarti di finale           | 1 | 2 | 1 | 3:3  |
| 2021    | Brasile     | Primo turno                | 0 | 2 | 2 | 2:6  |
| 2024    | Stati Uniti | Quarti di finale           | 3 | 1 | 0 | 7:2  |

### Olimpiadi
| Anno | Luogo  | Piazzamento      | V | N | P | Gol |
| ---- | ------ | ---------------- | - | - | - | --- |
| 1948 | Londra | Non partecipante | - | - | - | -   |

- Nota bene: per le informazioni sui risultati ai Giochi olimpici nelle edizioni successive al 1948 visionare la pagina della nazionale olimpica.

### Confederations Cup
| Anno | Luogo                    | Piazzamento     | V | N | P | Gol |
| ---- | ------------------------ | --------------- | - | - | - | --- |
| 1992 | Arabia Saudita           | Non invitata    | - | - | - | -   |
| 1995 | Arabia Saudita           | Non invitata    | - | - | - | -   |
| 1997 | Arabia Saudita           | Non qualificata | - | - | - | -   |
| 1999 | Messico                  | Non qualificata | - | - | - | -   |
| 2001 | Corea del Sud / Giappone | Non qualificata | - | - | - | -   |
| 2003 | Francia                  | Non qualificata | - | - | - | -   |
| 2005 | Germania                 | Non qualificata | - | - | - | -   |
| 2009 | Sudafrica                | Non qualificata | - | - | - | -   |
| 2013 | Brasile                  | Non qualificata | - | - | - | -   |
| 2017 | Russia                   | Non qualificata | - | - | - | -   |

### Giochi bolivariani
| Anno | Luogo  | Piazzamento      | V | N | P | Gol |
| ---- | ------ | ---------------- | - | - | - | --- |
| 1938 | Bogotà | Non partecipante | - | - | - | -   |

### Giochi centramericani e caraibici
| Anno | Luogo        | Piazzamento  | V | N | P | Gol   |
| ---- | ------------ | ------------ | - | - | - | ----- |
| 1938 | Panama       | Sesto posto  | 1 | 0 | 4 | 5:11  |
| 1946 | Barranquilla | Quinto posto | 2 | 0 | 4 | 12:11 |